# Agaricoides
Agaricoides is een geslacht van neteldieren uit de klasse van de Anthozoa (bloemdieren).

## Soorten
- Agaricoides alcocki Simpson, 1905
- Agaricoides simpsoni Thorpe, 1928